# آر أي إم-116 صاروخ ذو هيكل دوار
آر أي إم-116 صاروخ ذو هيكل دوار (بالإنجليزية: RIM-116 Rolling Airframe Missile (RAM))‏ هو صاروخ أمريكي وألماني الصنع وهو مضاد للطائرات حيث يمكن إطلاقه من الطائرات أو من السفن وحاملات الطائرات رغم أنه يستعمل غالباً على حاملات الطائرات. وهو يمتاز بالقدرة على الدوران بدرجة 360 درجة. حيث أن تكلفة الوحدة الواحدة يكلف أكثر من 444000$ دولار أمريكي.

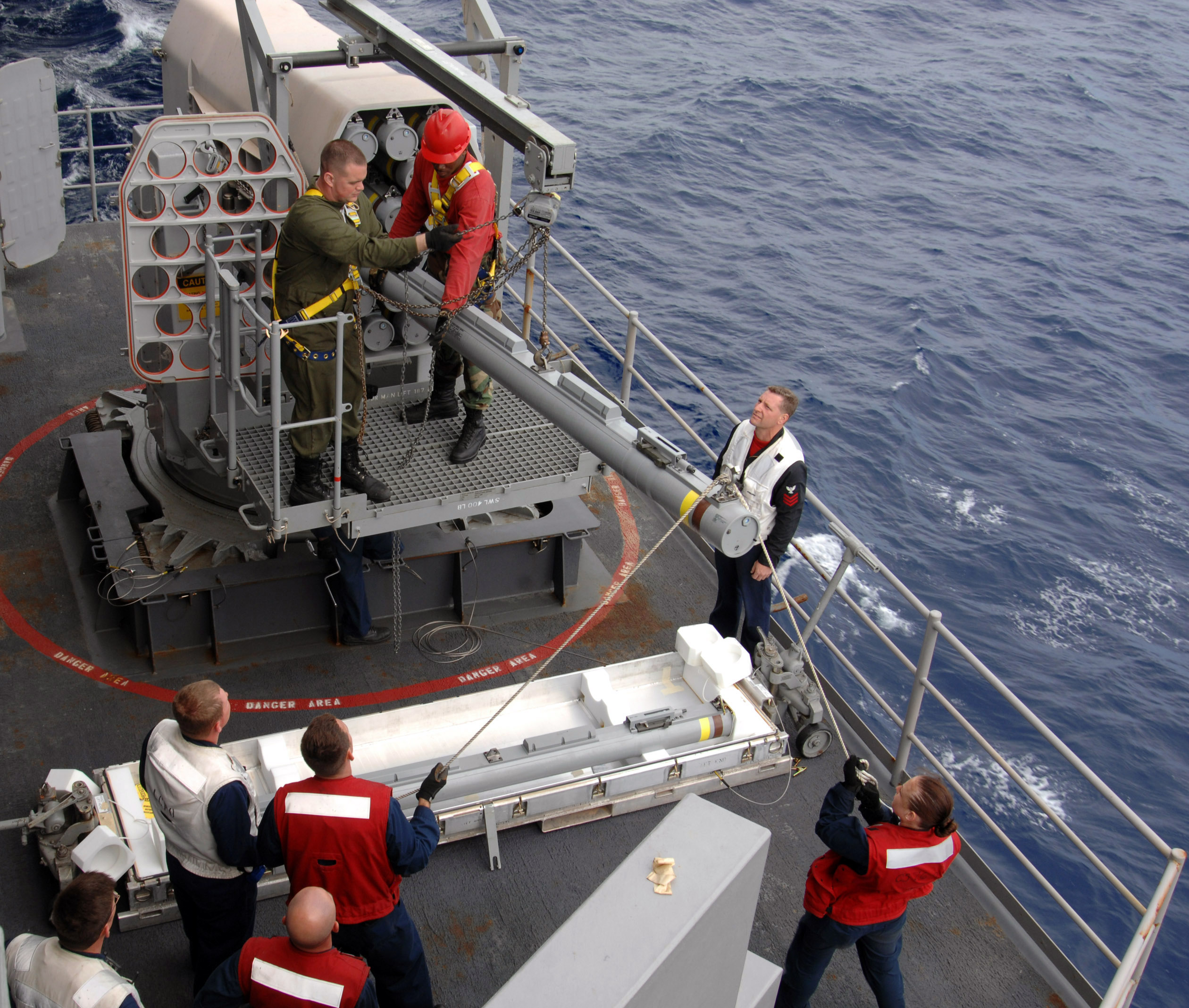
جنود أمريكان يعبؤون الصاروخ على ظهر حاملة الطائرات الأمريكية يو إس إس هاري ترومان

## المشغلون

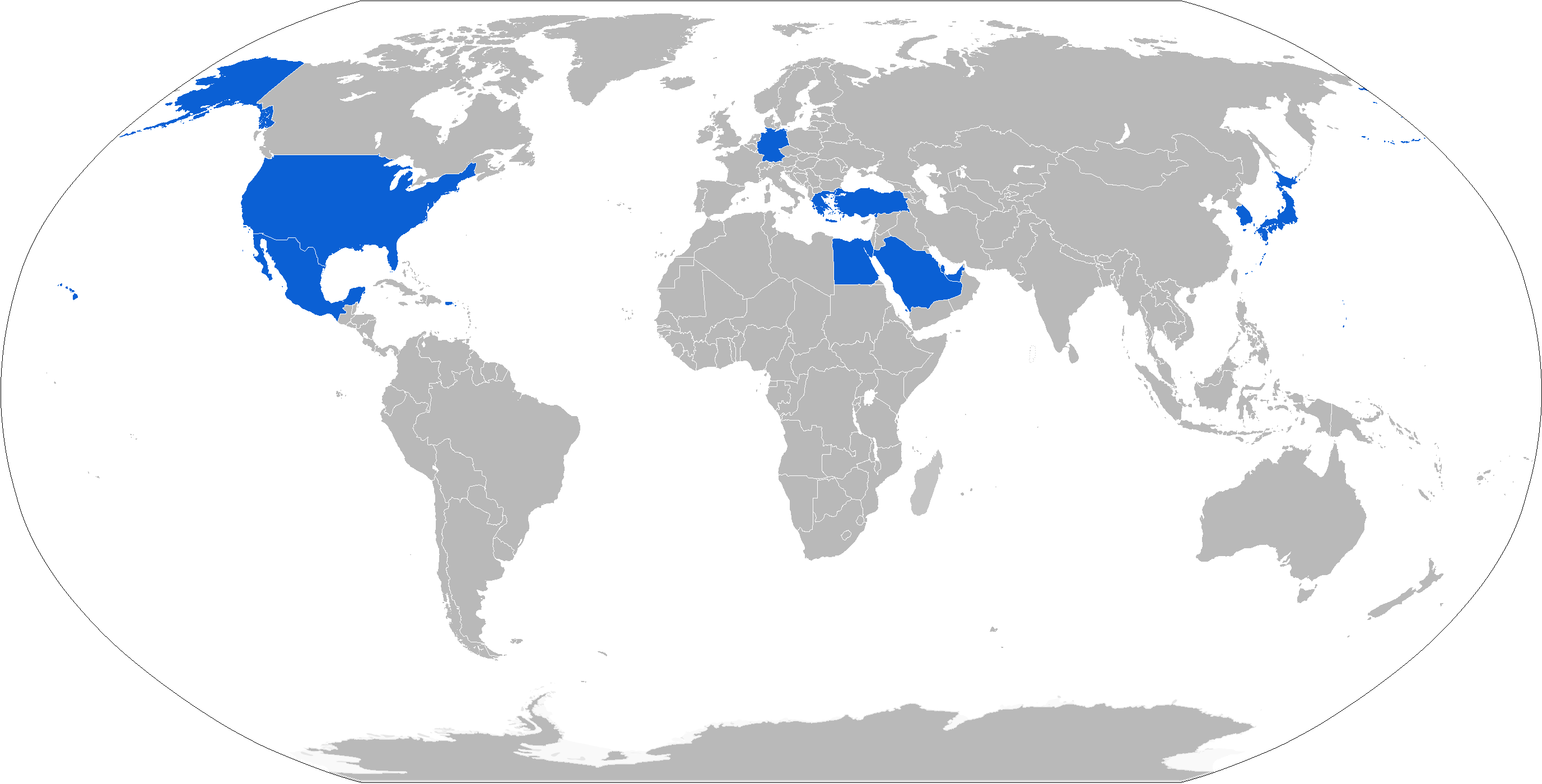
خريطة مشغلي (RIM-116) باللون الزرقاء

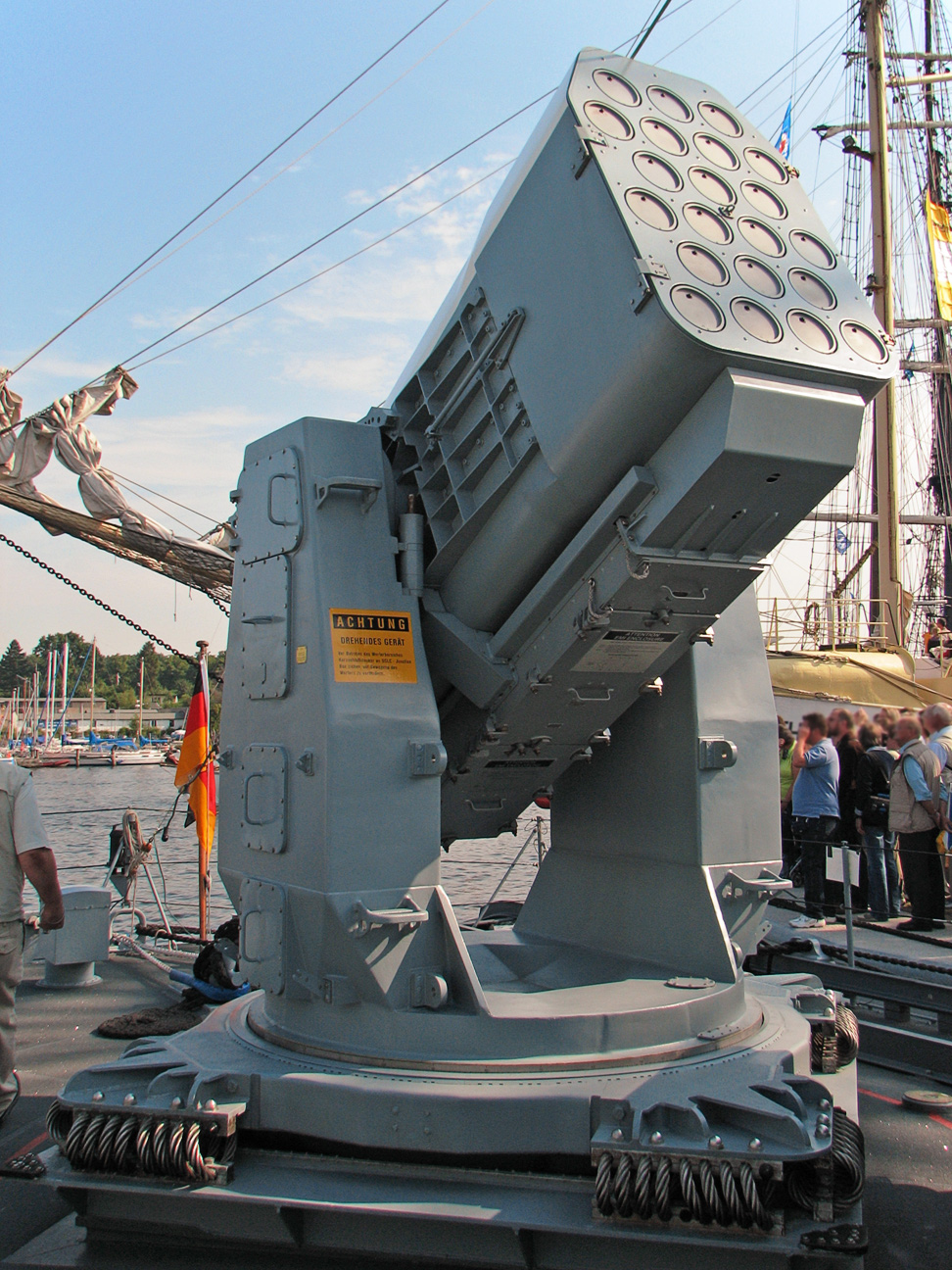
RAM Launcher on fast attack craft Ozelot of the البحرية الألمانية.

### مشغلون حاليون
- المملكة المتحدة
- ألمانيا
- اليونان
- اليابان[1]
- كوريا الجنوبية
- السعودية
- تركيا
- الإمارات العربية المتحدة
- الولايات المتحدة
- قطر
- مصر

## وصلات خارجية
- RIM-116 RAM Rolling Airframe Missile - GlobalSecurity.org
- RIM-116 RAM - Rolling Airframe Missile - waffenHQ.de
- Raytheon (General Dynamics) RIM-116 RAM - Designation Systems
- RAM on the Homepage of German developer and manufacturer Diehl BGT (in English)